# A Series of Unfortunate Events
Lemony Snicket's A Series of Unfortunate Events, of kortweg A Series of Unfortunate Events, is een Amerikaans tv-serie, te zien op Netflix. Het is gebaseerd op de gelijknamige boekenserie van Lemony Snicket en ontwikkeld door Mark Hudis en Barry Sonnenfeld.

## Verhaal
Net als in de boekenserie volgt het programma de avonturen van de drie Baudelaire-kinderen - Violet, Klaus en Sunny - die na een tragisch ongeluk wees zijn geworden. Terwijl de kinderen van pleeggezin naar pleeggezin gaan, probeert de gemene Graaf Olaf de voogdij te krijgen, en daarmee aanspraak te maken op de grote erfenis die de ouders hebben achtergelaten. De kinderen ontdekken dat hun ouders deel uitmaakten van een mysterieuze organisatie.

## Rolverdeling
- Neil Patrick Harris als Graaf Olaf
- Patrick Warburton als Lemony Snicket
- Malina Weissman als Violet Baudelaire
- Louis Hynes als Klaus Baudelaire
- K. Todd Freeman als Arthur Poe
- Presley Smith als Sunny Baudelaire
- Lucy Punch als Esmé Squalor
- Avi Lake als Isadora Quagmire
- Dylan Kingwell als tweeling Duncan en Quigley Quagmire

## Afleveringen
| Seizoen | Aantal afl. | Start           |
| ------- | ----------- | --------------- |
| 1       | 8           | 13 januari 2017 |
| 2       | 10          | 30 maart 2018   |
| 3       | 7           | 1 januari 2019  |